# Chrysallida hoenselaari
Chrysallida hoenselaari is een slakkensoort uit de familie van de Pyramidellidae. De wetenschappelijke naam van de soort werd in 2000 voor het eerst geldig gepubliceerd door van Aartsen, Gittenberger & Jeroen Goud. Deze soort is vernoemd naar Henk Hoenselaar.